# Niederhofen (Lupburg)
Niederhofen ist ein Gemeindeteil des Marktes Lupburg im Landkreis Neumarkt in der Oberpfalz.

## Geografie
Niederhofen liegt im Tal der Schwarzen Laber und ist zwei Kilometer vom Lauf dieses Flusses entfernt. Das Dorf liegt 27 Kilometer südöstlich der Stadt Neumarkt in der Oberpfalz sowie zweieinhalb Kilometer südlich von Lupburg. Einen halben Kilometer südwestlich des Ortes führt die Bahnstrecke Regensburg–Nürnberg vorbei, der nächstgelegene größere Bahnhof liegt fünf Kilometer entfernt in Parsberg.

## Geschichte
Die Bayerische Uraufnahme zeigt Niederhofen in den 1810er Jahren als kleine Ortschaft, die aus einem halben Dutzend Herdstellen besteht. Das gesamte Ortsgebiet lag damals westlich der Straße, die von See nach Mausheim führt; der östlich dieser Straße gelegene Teil des Ortes ist erst in späterer Zeit entstanden. Im Jahr 1970 hatte das Dorf 52 Einwohner. Bis 1972 gehörte Niederhofen zur Gemeinde See, dann wurde es zusammen mit dieser Kommune in den Markt Lupburg eingemeindet. Im Jahr 1987 lebten 55 Einwohner in Niederhofen.